# Saint-Flour (Cantal)
Saint-Flour (en occitano Sant Flor) es un municipio francés de 6.625 habitantes (1999), situado en el departamento de Cantal (del cual es subprefectura) y la región de Auvernia-Ródano-Alpes.

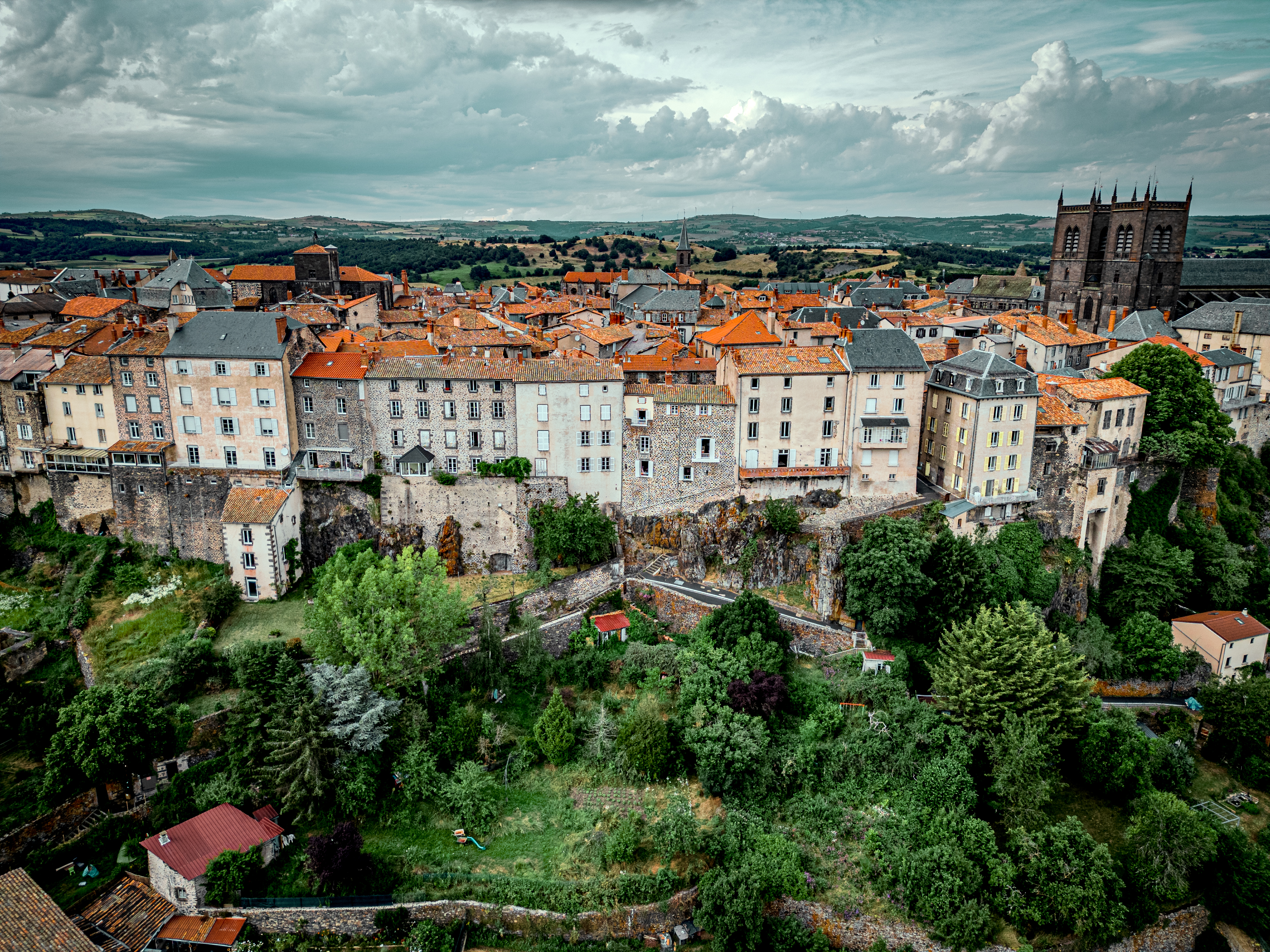
Vista de la ciudad alta

Capital histórica de la Alta Auvernia, está situado al final de una colada de lava sobre la Planèze, gran altiplano de Cantal, sobre el río Ander y el valle del Lander. La ciudad está separada por dos niveles, la "ciudad alta" y la "ciudad baja". Ha recibido el apodo de "ciudad de los vientos" por la asiduidad de este fenómeno meteorológico. La ciudad se ubica en la antigua RN9 y en la autopista A75, que conectan París con Béziers.

## Historia
Fue una antigua ciudad fortificada y casi inexpugnable que, durante la Guerra de los Cien Años, protegió a Auvernia de los ataques ingleses. La diócesis de Saint-Flour se instituyó en 1317. Fue jurídicamente suprimida por la Revolución francesa en 1790 e inmediatamente restablecida por la Santa Sede, de acuerdo con el concordato de 1801 napoleónico, coincidiendo ahora los límites de la diócesis restablecida con los del departamento civil de Cantal.

## Demografía

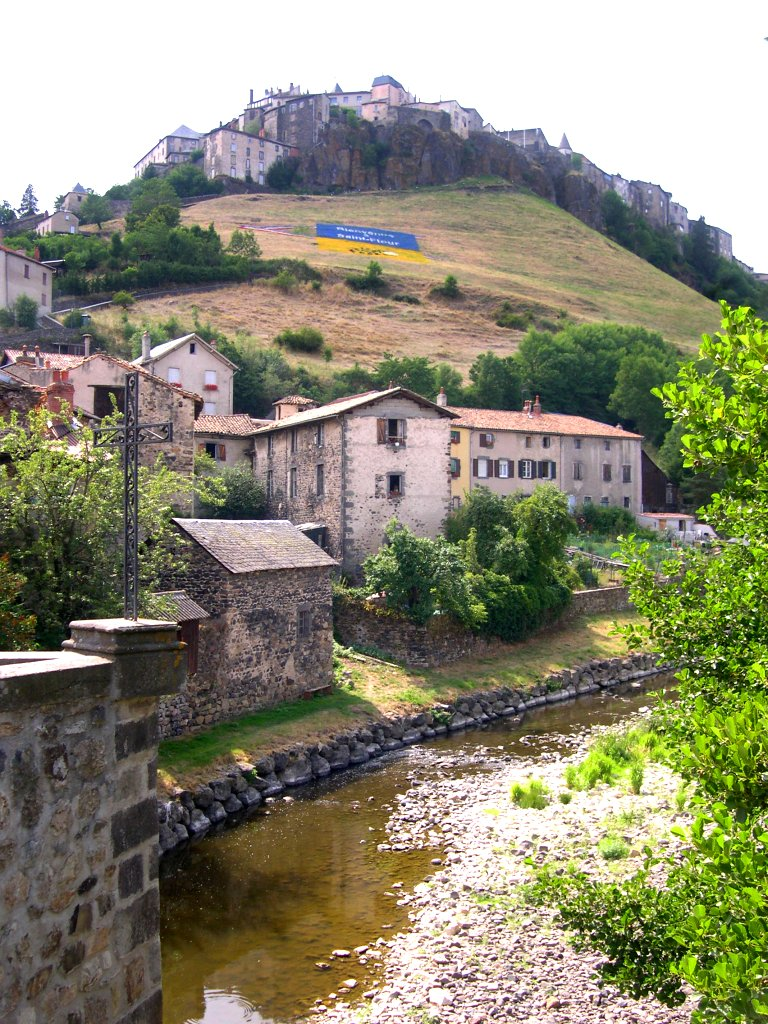
Saint-Flour.

| 5 846 | 5 997 | 7 272 | 7 950 | 7 417 | 6 625 |
| Para los censos de 1962 a 1999 la población legal corresponde a la población sin duplicidades (Fuente: INSEE [Consultar]) |       |       |       |       |       |

## Lugares de interés
La catedral de Saint-Pierre, que es una de las cuatro catedrales que hay en Auvernia. Se sitúa en el corazón de la localidad, en la plaza de Armas, que está bordeada de arcadas y que es el punto donde convergen numerosas calles antiguas. De estilo gótico, la catedral fue concluida en el siglo XV, en el lugar donde anteriormente se situaba una basílica romana, pero sufrió graves daños durante la Revolución Francesa. Al igual que otros edificios religiosos de la región, entre los cuales se encuentra la catedral de Clermont-Ferrand, el material que se empleó en su construcción es un tipo de piedra volcánica, la lava negra Liozargues, que le confiere un color oscuro muy característico.